# Território Federal do Amapá
O Território Federal do Amapá foi um território federal criado em 13 de setembro de 1943, de acordo com o Decreto-lei n° 5.812, durante o governo do presidente Getúlio Vargas.  A região foi desmembrada do estado do Pará, e equivalente ao atual estado do Amapá. A constituição do território se deu visando a fatores estratégicos e de desenvolvimento econômico, em plena Segunda Guerra Mundial.
Graças à brilhante defesa da diplomacia do Barão do Rio Branco, a Comissão de Arbitragem em Genebra, na Suíça, concedeu a posse do território disputado ao Brasil (1 de maio de 1900), incorporado ao Estado do Pará com o nome de Araguari.
A descoberta de ricas jazidas de manganês na Serra do Navio, em 1945, revolucionaram a economia local.
Com a promulgação da Constituição brasileira de 1988, a 5 de outubro, o Amapá foi elevado à categoria de Estado.

## História

### O abandono da região amapaense
A querela diplomática dos limites entre Brasil e Guiana Francesa foi definitivamente resolvida quando o laudo do governo suíço reconheceu, em 1900, o direito brasileiro de soberania sobre a região.
Mas, durante toda a vigência do Contestado franco-brasileiro, esta região estava sob a responsabilidade do governo central. A falta de fiscalização governamental favoreceu a consolidação de uma rede que ligava a economia do Amapá aos mercados estrangeiros próximos. Em 1901, após o fracasso do deputado Cândido Mendes em criar a província de Oyapóckia, toda região do Amapá foi incorporada ao Estado do Pará e em 1902 foi transformada no município de Montenegro. Os munícipes esperavam então melhorias e investimentos oriundos da governança paraense. Mas, em geral, a situação permaneceria a mesma: o dinamismo econômico gerado pela exploração do ouro contrastando com a falta de uma infraestrutura mínima. Em 1920, representantes das diversas categorias sociais do município de Montenegro (nome que então recebia o município do atual Estado do Amapá) fizeram um abaixo assinado, denunciando ao presidente Epitácio Pessoa o descaso do governo paraense em relação à região, ou seja: a falta de escolas, hospitais e infraestrutura em geral. Pediam autonomia política da região em relação ao Pará.
Nas três primeiras décadas do século XX, vários foram os enfrentamentos entre os moradores de Montenegro e os prepostos do governo paraense. Estes conflituosos episódios fizeram crescer na população local o desejo de autonomia política em relação ao Pará.

### Motivo da origem do Território
Na década de 1940, devido a Segunda Guerra Mundial, havia a necessidade do Brasil se posicionar ao conflito. Contudo, o presidente Getúlio Vargas considerava essencial mantendo relações comerciais com a Alemanha, pois eram muito mais vantajosas se comparado com os Estados Unidos. Tinha também a necessidade do governo de modernizar e armar o Exército, tendo os alemães se oferecido para a venda de armamentos ao país. Era também motivo de preocupação uma possível dominação norte-americana sobre o Brasil. Assim, Vargas decidiu declarar neutralidade na guerra, pelo menos até que a situação exigisse uma posição mais firme. Internamente, Getúlio Vargas apresentou uma série de reformas prevendo a modernização do exército, melhoria da infraestrutura de transportes e a construção de uma usina siderúrgica nacional, projeto este do qual se utilizou do conflito para conseguir investimentos norte-americanos.
Em fevereiro de 1942, submarinos alemães e italianos iniciaram o torpedeamento de embarcações brasileiras no oceano Atlântico em represália, segundo os diários de Goebbels, à adesão do Brasil aos compromissos da Carta do Atlântico (que previa o alinhamento automático com qualquer nação do continente americano que fosse atacada por uma potência extracontinental), o que tornava sua neutralidade apenas teórica.
De fundamental importância para que o governo brasileiro paulatinamente se alinhasse com os Estados Unidos e, consequentemente, com a causa aliada, a partir de Pearl Harbor, foram: as tentativas veladas de ingerência nos assuntos internos brasileiros por parte da Alemanha e Itália, especialmente a partir da implantação do Estado Novo; a progressiva impossibilidade, a partir do final de 1940, de manter relações comerciais estáveis e efetivas com esses países devido à pressão naval britânica e, posteriormente, americana; e a chamada política de boa vizinhança praticada pelo então presidente Franklin Delano Roosevelt, que, entre outros incentivos econômicos e comerciais, financiou a construção de uma gigantesca siderúrgica, a Companhia Siderúrgica Nacional. Durante o ano de 1942, após as propostas feitas pelos EUA de financiar a construção da CSN, entre outras propostas de auxilio à economia nacional, os americanos instalaram bases aeronavais ao longo da costa Norte-Nordeste brasileira.
Havia uma estratégia de ocupação do Norte do Brasil, pois as áreas eram amplas demais para serem administradas por um único chefe de estado. A criação do Território seria uma estratégia de administração, ocupação litorânea e territorial do Amapá visando à lógica da Segunda Guerra.
Em 1941, no jornal A Noite, o professor do Colégio Militar Coronel Idelfonso Escobar ressaltou que:
| “ | Na hipótese de um bloqueio naval de nosso litoral, os Estados do extremo norte do país — Piauí, Maranhão, Pará e Amazonas — encontrar-se-iam em precária situação estratégica, isolados e privados de receber recursos militares, pela supressão da única via de comunicações existente entre eles e os Estados do sul. | ” |

No pós-1930, muitos intelectuais e políticos abandonaram a perspectiva dos determinismos raciais e ambientais, e passaram a atribuir o "atraso" de grandes regiões como a Amazônia ao descaso dos representantes do Estado liberal, supostamente vigente na Primeira República. Tal descaso teria feito com que esta região ficasse à mercê dos poderes locais (constituídos por seringalistas e latifundiários) que não reuniam as condições necessárias para alavancar o seu desenvolvimento econômico.
Nas vésperas da criação do território os oficiais paraenses vinham fazer a inspeção da área e enviar o relatório ao Governo Paraense sobre a situação da região que estava em completo abandono.

### Base aérea do Amapá
Os trabalhos de construção da Base Aérea de Amapá tiveram inicio em 1941, em obediência ao decreto federal Nº 3.462, de 25 de julho de 1941, autorizando a realização de operações de guerra em solo brasileiro, e ao mesmo tempo autorizando a Panair do Brasil, na época uma subsidiária da Pan American Airways, para iniciar as obras necessárias à construção de campos de aviação no Norte e Nordeste do Brasil, e com a finalidade de permitir a utilização de aeronaves de grande porte mediante as condições impostas pelo governo norte-americano.
Baseada no artigo I desse decreto, a Panair do Brasil construiu e aparelhou o Aeroporto de Amapá. O governo norte-americano tinha também deveres específicos, tais como: Realizar benfeitorias no aeroporto, ampliando-o para além de mil metros; Preparar piso de modo a suportar a compressão de grandes aeronaves; Farol rotativo; Luzes para assinalar os limites dos aeroportos; Holofotes para iluminar as pistas; Usinas de emergências para energia elétrica.
Todos os projetos realizados na Base foram submetidos ao governo brasileiro.
Entre esses constavam plantas, orçamentos e especificações técnicas. Por sua vez, o Ministério da Aeronáutica construiu os edifícios para aquartelamento dos contingentes da Força Aérea Brasileira que passaram a operar nas bases de Belém, Fortaleza, Recife e Salvador. Também foi de alçada da Aeronáutica a construção de residências para alojar o pessoal militar não só da FAB, como também da força aérea norte-americana.
A desapropriação de terrenos e imóveis na área da Base Aérea, incluindo benfeitorias, foi respaldada pelos decretos nº 14.431, de 31 de dezembro de 1943. Entre vários colonos, quem mais perdeu terras foi Assad Antonio Sfair, que teve desapropriada uma área de 6,09 milhões de m² “para fins de utilidade publica”.
Há 302 km da capital Macapá, a base fazia parte da rota aérea do Atlântico Sul, que começava em Miami e terminava no Brasil, principalmente no nordeste, onde era o ponto mais próximo para a travessia do oceano com destino ao continente africano e depois europeu.
Entre outros feitos, foram guarnições da marinha norte-americana que destruíram, na costa do Amapá, vários submarinos alemães, entre eles o U-590 em 9 de julho de 1943 e o U-662 em 21 de julho de 1943. O U-590 foi comandado pelo 1º tenente Werner Kruel, que antes já havia torpedeado um submarino americano no dia 4 de julho, perto de Belém.
Quanto ao U-662, este foi destruído no momento em que a aproximação do comboio T-F 2, que já havia perdido a posição de lançamento no dia 19. Assim, perseguindo vários mercantes brasileiros, foi avistado por um avião do Exército americano, no exato momento em que mergulhava. Dado o alarme, saiu o avião AP-94, da Base Aérea de Amapá, trocando tiros com o U-662. Aparece o avião americano PYB e, juntos, destroem o submarino que estava a cem milhas do local.

### Criação do Território e a transferência da capital
O Amapá que até então pertencia ao estado do Pará foi desmembrado em 13 de setembro de 1943 foi criado pelo presidente Vargas por meio do Decreto-lei n° 5.812 o Território Federal do Amapá visando fatores estratégicos, econômicos, políticos e principalmente militares. O território possuía três municípios: Macapá, Mazagão e Amapá, este último foi decretado capital. Três meses depois da criação, no dia 17 de novembro de 1943, Janary Gentil Nunes é nomeado interventor do território. Mas, ao chegar a terras amapaenses em 1944, intitula o município de Macapá como capital do território.
Janary Nunes, então escolhido por Vargas para governar o recém-criado Território, alegou que o município do Amapá possuía dificuldades de comunicação por via fluvial, e por sua vez Vargas transferiu o status de capital para Macapá.
No dia 25 de janeiro de 1944, num avião da Força Aérea Brasileira, Janary Nunes chegou a Macapá para a instalação do novo governo territorial. Acompanhavam-no a sua esposa, Iracema Carvão Nunes e seus dois filhos, assim como o Ministro da Justiça e Negócios Interiores, alguns deputados e convidados. Neste dia, também chegaram a Macapá, por via fluvial, vários membros das camadas mais abastadas de Belém e das ilhas circunvizinhas. Na cerimônia de posse — ocorrida na sede antiga Intendência de Macapá — o Sr. Lameira Bittencourt, secretário geral do Estado que representou o interventor Magalhães Barata na solenidade, leu o ato de transferência dos bens patrimoniais do Pará para o Território Federal do Amapá.
Macapá, apesar de ser mais populoso que o de Amapá, tinha uma economia mais modesta. No início da década de 1940, os macapaenses sobreviviam basicamente da agricultura de subsistência (produzindo principalmente farinha de mandioca), da criação de gado, da pesca, da caça, do extrativismo vegetal (sementes oleosas, madeira e sobretudo látex), do pequeno comércio e do emprego público.
Também havia em Macapá coronéis ricos e influentes, como Leopoldo Gomes Machado, Coriolano Finéas Jucá (comerciante cuja atividade atingia grande parte da região foz do Amazonas) e José Serafim Gomes Coelho, de quem Clodóvio Gomes Coelho herdara a propriedade da vila de Santa Engrácia, localizada no atual centro histórico da cidade.
O município de Macapá ocupava a região central do território. Ao sul ficava localizado o município de Mazagão, que possuía uma atividade expressiva de extração de castanha, borracha e óleos vegetais, bem como a pecuária extensiva (com gado bovino e bufalino).

### Era Nunes
Como no caso dos interventores estaduais, a decisão de escolher cabia ao presidente da República. E, como nas interventorias estaduais, o governador deveria ser um dos oficiais da ativa do Exército. Dois capitães foram indicados: Emanuel de Almeida Morais e Janary Gentil Nunes. Este último, por sua experiência e reconhecida atuação no Norte, foi o escolhido por Vargas. Seu mandato teve início em 25 de janeiro de 1944, permaneceu no cargo até 1949, quando licenciou-se para fazer o curso da Escola de Aperfeiçoamento de Oficiais, no Rio de Janeiro, em dezembro desse ano reassumiu o governo. No período de setembro a outubro de 1954, foi substituído por Theodoro Arthou, voltando em 1955, e permanecendo até 1 de fevereiro de 1956.
Em 12 anos de governo, Janary promoveu uma estruturação física e política do Território Com o programa de governo estabelecido, realizou várias obras na cidade de Macapá que ajudaram a reforçar sua imagem de "criador do Amapá". As escolas, casas, hospitais “eram símbolos da presença efetiva do governo na vida regular dos populares”. Por isso, até os dias atuais, a administração de Janary Nunes é considerada um marco para a História do Amapá.
Deste modo, ocorria a tentativa do estabelecimento de uma narrativa histórica para os amapaenses, na qual a posse de Janary simbolizava o fim de um período de pessimismo, abandono, caos, atraso, doenças, analfabetismo, superstição, pobreza e invisibilidade. Iniciava então um momento de otimismo, patriotismo, progresso em todos os aspectos socioeconômicos. Contra a impressão de continuidade da completa falta de assistência da administração pública aos moradores, o governo procurava dar destaque àquilo que seus representantes realizavam e diziam. Apresentar suas realizações também era uma das principais estratégias de Janary para obter o apoio do governo federal. Em abril de 1945, quando esteve no Distrito Federal, o governador do Amapá entregou ao presidente Vargas e ao então Ministro da Guerra, General Eurico Gaspar Dutra, um álbum de fotos nas quais figurava “o estado de abandono em que encontrou aquela região ao assumir o cargo” e as realizações do seu governo.
Contudo, o governo não estava livre de críticas. E por vezes elas partiram de pessoas que faziam do grupo que compunha a administração territorial. O aspecto mais criticado na administração janarista por aqueles que a testemunharam não foi a existência de uma incoerência entre plano e ação governamentais. Foi a incapacidade de Gentil Nunes se relacionar dentro de um espírito democrático com posturas, propostas, projetos e valores divergentes dos seus. A intransigência de Janary se fez notar em diversos momentos. Aliás, isto levou alguns de seus apoiadores tornarem-se opositores. Amaury Guimarães Farias, que foi assessor técnico do gabinete governamental, em 1958 entrou para o PTB, que fazia oposição ao PSD, partido de Janary. Farias assim descreveu a intolerância política de Janary:
| “ | Se alguém quisesse divergir das ideias do governo, esse alguém seria uma persona non grata | ” |

Mas se opor ao governador era uma decisão muito perigosa, pois no Amapá era o único empregador.
Além de não ter sido realizado de forma democrática, o projeto janarista possuía um fundamento ideológico etnocêntrico, que não tinha como meta simplesmente responder às demandas internas da sociedade amapaense. Seu objetivo era mais ambicioso: reorganizar a vida com base em novos valores e hábitos. Este objetivo se chocava em muitos aspectos com o modo de vida da maior parte da população territorial. O papel ativo do Estado no processo de modernização da sociedade brasileira se fez sentir no Amapá e na Amazônia de forma clara e ampla, uma vez que este se achava então diante de uma sociedade cujo modo de vida — algo heterogêneo — estava mais distante dos valores chamados de modernos. As necessidades regionais muitas vezes não coincidiam com a perspectiva defendida pelo governo federal.
Por isso, Janary, em 1946, convocou todas as categorias de trabalhadores para ajudar na conversão do homem local, dizendo:
| “ | Precisamos reagir contra esse vício que bem revela o desprezo pela produção. Há falta de ambição e de eficiência. Combatamos essa tara de nosso caráter e de nossa formação. De nada adiantará o esforço isolado. Levemos para a barraca do agricultor, do seringueiro, do pescador, do castanheiro, para todos os lares da Amazônia, dos que moram nas cidades, dos que se juntam em torno dos ‘barracões’ ou dos isolados nas beiras dos rios sob a sombra da selva – a evidência da necessidade de produzir mais. Esse será o caminho da redenção do nosso caboclo e do levantamento do nível de vida do povo brasileiro. | ” |

## Política
Desde sua desmembração do Pará, o Amapá elegeu um deputado federal para representá-lo a partir de 1947 na Câmara dos Deputados no Rio de Janeiro e a seguir em Brasília, número esse que em 1978 foi ampliado para dois pelo Pacote de Abril e duplicado para os pleitos de 1982 e 1986. Com a promulgação da Constituição de 1988 o Amapá foi elevado à categoria de estado e passou a eleger todos os seus representantes: governador, três senadores, oito deputados federais e vinte e quatro estaduais, a partir de 1990.
Durante quarenta e cinco anos da existência, o Território foi administrado por treze governadores. A primeira sede do poder executivo era a antiga Intendência de Macapá (atual Museu Joaquim Caetano da Silva) de 1943 até 1976, quando passou para o Palácio do Setentrião, construído pelo governador General Ivanhoé Martins, onde hoje funciona a sede do Ministério Público, e o atual Setentrião foi inaugurado ao lado em março de 1984 na gestão do governador Annibal Barcellos.

### Deputados federais do Amapá
Lista de deputados federais representantes do Território Federal do Amapá no então Distrito Federal (da década de 1940 a 1960), e no Distrito Federal (de 1960 a 1980, quando o Amapá passou a ser representado como estado).
| Eleição | Deputados federais eleitos | Partido | Votação | Percentual | Cidade onde nasceu    | Unidade federativa |
| 1947    | Coaracy Nunes              | PSD     | 2.385   |            | Alenquer              | Pará               |
| 1950    | Coaracy Nunes              | PSD     | 4.133   |            | Alenquer              | Pará               |
| 1954    | Coaracy Nunes              | PSD     | 3.517   |            | Alenquer              | Pará               |
| 1958    | Amílcar Pereira            | PSD     | 3.771   |            | Bragança              | Pará               |
| 1962    | Janary Nunes               | PSP     | 6.557   |            | Alenquer              | Pará               |
| 1966    | Janary Nunes               | ARENA   | 5.957   |            | Alenquer              | Pará               |
| 1970    | Antônio Pontes             | MDB     | 8.222   |            | Amapá                 | Amapá              |
| 1974    | Antônio Pontes             | MDB     | 10.749  |            | Amapá                 | Amapá              |
| 1978    | Paulo Guerra               | ARENA   | 8.176   |            | Macapá                | Amapá              |
| 1978    | Antônio Pontes             | MDB     | 7.446   |            | Amapá                 | Amapá              |
| 1982    | Paulo Guerra               | PDS     | 9.841   |            | Macapá                | Amapá              |
| 1982    | Antônio Pontes             | PDS     | 9.099   |            | Amapá                 | Amapá              |
| 1982    | Clark Platon               | PDS     | 7.635   |            | Santarém              | Pará               |
| 1982    | Geovani Borges             | PDS     | 6.649   |            | Amapá                 | Amapá              |
| 1986    | Aníbal Barcelos            | PFL     | 10.628  |            | Campos dos Goytacazes | Rio de Janeiro     |
| 1986    | Geovani Borges             | PFL     | 8.455   |            | Amapá                 | Amapá              |
| 1986    | Eraldo Trindade            | PFL     | 5.269   |            | Macapá                | Amapá              |
| 1986    | Raquel Capiberibe          | PMDB    | 4.798   |            | Afuá                  | Pará               |